# Burgistein
Burgistein là một đô thị ở huyện Seftigen ở bang Bern ở Thụy Sĩ. Đô thị này có diện tích 7,5 km², dân số năm 2005 là 1053 người.